# Fijczaj
Fijczaj (ros. Фийчай) lub Fija (ros. Фия) – rzeka w Rosji, w Dagestanie, przepływająca przez rejon achtyński. Długość - 18 km, powierzchnia zlewni - 122 km².

## Geografia
Fijczaj ma swoje źródło w Wąwozie Fijskim, w południowym Dagestanie, około 1300 metrów od najbardziej na południe wysuniętego punktu Federacji Rosyjskiej. Długość rzeki wynosi 18 kilometrów. Uchodzi ona do rzeki Achtyczaj. Przepływa ona przez tylko jedną wieś - Fij.